# 維弗角
65°31′S 65°46′W / 65.517°S 65.767°W
維弗角（Weaver Point），是南極洲的海岬，位於比斯科群島，處於圖拉角以西4.6公里的雷諾島北端，在1957年繪入阿根廷政府地圖，現時由南極條約體系管理。